# Trnová (Pardubice)
Trnová je část statutárního města Pardubice, v městském obvodu Pardubice VII. Nachází se na severozápadě Pardubic. V roce 2009 zde bylo evidováno 341 adres. V roce 2001 zde trvale žilo 1286 obyvatel. Katastrální území Trnová má rozlohu 1,54 km2.

## Památník Jiřího Potůčka

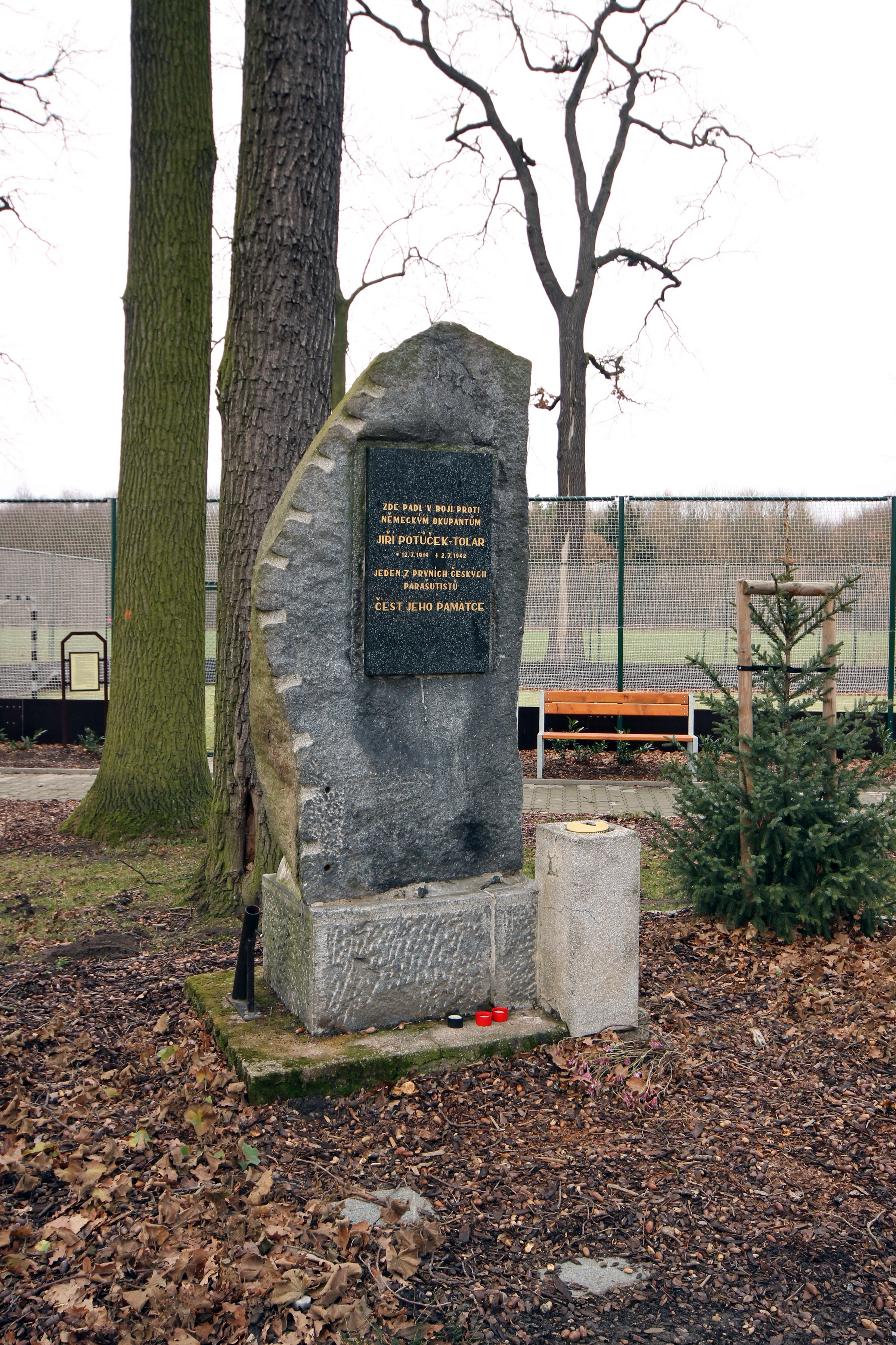
Památník Jiřího Potůčka

Jihozápadně od obce se nachází hájek, kde padl dne 2. července 1942 člen skupiny Silver A Jiří Potůček. Okolo pomníku byl v roce 2010 zřízen Lesopark Jiřího Potůčka. 